# ارخان فیکری
ارخان فیکری (انگلیسی: Arkhan Fikri؛ زادهٔ ۲۸ دسامبر ۲۰۰۴) بازیکن فوتبال است.
وی همچنین در تیم‌های ملی فوتبال زیر ۲۳ سال اندونزی و اندونزی بازی کرده‌است.